# ディラン・コービー
ディラン・チャールズ・コービー（Dylan Charles Covey, 1991年8月14日 - ）は、アメリカ合衆国カリフォルニア州ロサンゼルス郡グレンデール出身のプロ野球選手（投手）。右投右打。MLBのアトランタ・ブレーブス傘下所属。

## 経歴

### プロ入り前
2010年のMLBドラフト1巡目（全体14位）でミルウォーキー・ブルワーズから指名されたが、この時は契約せずにサンディエゴ大学へ進学した。

### プロ入りとアスレチックス傘下時代
2013年のMLBドラフト4巡目（全体131位）でオークランド・アスレチックスから指名され、プロ入り。契約後、傘下のA-級バーモント・レイクモンスターズでプロデビュー。A級ベロイト・スナッパーズでもプレーし、2球団合計で14試合に先発登板して1勝1敗、防御率3.79、46奪三振を記録した。
2014年はA級ベロイトとA+級ストックトン・ポーツでプレーし、2球団合計で26試合（先発25試合）に登板して7勝14敗、防御率5.46、92奪三振を記録した。
2015年はA+級ストックトンでプレーし、26試合に先発登板して8勝9敗、防御率3.59、100奪三振を記録した。
2016年はAA級ミッドランド・ロックハウンズでプレーし、6試合に先発登板して2勝1敗、防御率1.84、26奪三振を記録した。オフにはアリゾナ・フォールリーグに参加し、メサ・ソーラーソックスに所属した。

### ホワイトソックス時代
2016年12月8日にルール・ファイブ・ドラフトでシカゴ・ホワイトソックスから指名され、移籍した。
2017年シーズンは開幕25人枠に残り、4月14日のミネソタ・ツインズ戦でメジャーデビューを果たした（5回1失点で勝敗付かず）。この年は18試合（先発12試合）に登板したがメジャー初勝利は挙げられず、0勝7敗、防御率7.71、41奪三振という成績だった。
2018年2月18日に40人枠を外れ、マイナー契約となった。シーズン開幕は傘下のAAA級シャーロット・ナイツで迎え、4月28日にメジャー契約を結んでアクティブ・ロースター入りした。この年は27試合（先発21試合）に登板して5勝14敗、防御率5.18、91奪三振を記録した。
2019年は18試合（先発12試合）に登板して1勝8敗、防御率7.98、41奪三振を記録した。
2020年1月14日にスティーブ・シシェックの加入に伴ってDFAとなり、21日にマイナー契約でAAA級シャーロットへ配属された。その後、1月24日にFAとなった。

### レイズ傘下時代
2020年2月3日にタンパベイ・レイズとマイナー契約を結び、スプリングトレーニングに招待選手として参加することになった。

### レッドソックス時代
2020年7月21日にトレードで、ボストン・レッドソックスへ移籍し、翌22日にメジャー契約を結んで40人枠入りした。8試合に登板し1ホールドを記録したが、レギュラーシーズン終了後の10月28日にマイナー契約となった。

### 台湾・楽天時代
2021年5月19日、台湾プロ野球の楽天モンキーズと契約したことが発表された。一軍初登板は8月31日まで持ち越されたが、閉幕までに3勝を挙げ翌年の契約を更新した。
2022年は開幕から先発投手としてフル稼働し、13勝6敗、防御率3.47の好成績を挙げた。

### ドジャース時代
2023年1月27日にロサンゼルス・ドジャースとマイナー契約を結んだ。AAA級オクラホマシティ・ドジャースで開幕を迎え、7試合（先発6試合）に登板して、1勝0敗、防御率4.22という成績を残し、5月17日にメジャー契約を結んでアクティブ・ロースター入りした。当日のミネソタ・ツインズ戦に2回から登板し、4イニングを2自責点に抑えたが、翌日にDFAとなった。

### フィリーズ時代
2023年5月20日にウェイバー公示を経てフィラデルフィア・フィリーズに移籍した。9月30日に腰痛のため15日間の故障者リストに登録された。
2024年は開幕から右肩の張りで15日間の故障者リストに入り、6月1日に60日間の故障者リストに登録された。10月10日にFAとなった。

### フィリーズ退団後
2024年10月31日にニューヨーク・メッツと1年契約を結んだ。しかし、翌2025年1月30日にライン・スタネックと再契約したことに伴ってDFAとなり、2月6日にFAとなった。

### ブレーブス傘下時代
2025年2月11日にアトランタ・ブレーブスとマイナー契約を結び、ジェイク・ディークマンと共に同年のスプリングトレーニングに招待選手として参加することになった。

## 詳細情報

### 年度別投手成績
| 年 度     | 球 団        | 登 板 | 先 発 | 完 投 | 完 封 | 無 四 球 | 勝 利 | 敗 戦 | セ 丨 ブ | ホ 丨 ル ド | 勝 率 | 打 者 | 投 球 回 | 被 安 打 | 被 本 塁 打 | 与 四 球 | 敬 遠 | 与 死 球 | 奪 三 振 | 暴 投 | ボ 丨 ク | 失 点 | 自 責 点 | 防 御 率 | W H I P |
| --------- | ------------ | ----- | ----- | ----- | ----- | -------- | ----- | ----- | -------- | ----------- | ----- | ----- | -------- | -------- | ----------- | -------- | ----- | -------- | -------- | ----- | -------- | ----- | -------- | -------- | ------- |
| 2017      | CWS          | 18    | 12    | 0     | 0     | 0        | 0     | 7     | 0        | 0           | .000  | 309   | 70.0     | 83       | 20          | 34       | 1     | 1        | 41       | 6     | 1        | 60    | 60       | 7.71     | 1.67    |
| 2018      | CWS          | 27    | 21    | 0     | 0     | 0        | 5     | 14    | 0        | 0           | .263  | 542   | 121.2    | 129      | 13          | 52       | 4     | 2        | 91       | 5     | 0        | 81    | 70       | 5.18     | 1.49    |
| 2019      | CWS          | 18    | 12    | 0     | 0     | 0        | 1     | 8     | 0        | 0           | .111  | 280   | 58.2     | 75       | 12          | 28       | 2     | 3        | 41       | 3     | 0        | 54    | 52       | 7.98     | 1.76    |
| 2020      | BOS          | 8     | 0     | 0     | 0     | 0        | 0     | 0     | 0        | 1           | ----  | 60    | 14.0     | 18       | 2           | 2        | 0     | 0        | 11       | 1     | 0        | 11    | 11       | 7.07     | 1.43    |
| 2021      | 楽天（CPBL） | 10    | 10    | 1     | 0     | 0        | 3     | 4     | 0        | 0           | .429  | 246   | 58.1     | 58       | 1           | 17       | 0     | 2        | 38       | 6     | 0        | 29    | 26       | 4.01     | 1.29    |
| 2022      | 楽天（CPBL） | 23    | 23    | 0     | 0     | 0        | 13    | 6     | 0        | 0           | .684  | 608   | 140.0    | 150      | 3           | 50       | 0     | 5        | 100      | 5     | 0        | 64    | 54       | 3.47     | 1.43    |
| 2023      | LAD          | 1     | 0     | 0     | 0     | 0        | 0     | 0     | 0        | 0           | ----  | 18    | 4.0      | 5        | 2           | 1        | 0     | 0        | 3        | 0     | 0        | 2     | 2        | 4.50     | 1.50    |
| 2023      | PHI          | 28    | 1     | 0     | 0     | 0        | 1     | 3     | 0        | 1           | .250  | 173   | 39.0     | 43       | 3           | 16       | 1     | 2        | 27       | 0     | 0        | 20    | 16       | 3.69     | 1.51    |
| '23計     | PHI          | 29    | 1     | 0     | 0     | 0        | 1     | 3     | 0        | 1           | .250  | 191   | 43.0     | 48       | 5           | 17       | 1     | 2        | 30       | 0     | 0        | 22    | 18       | 3.77     | 1.51    |
| MLB：5年  | MLB：5年     | 100   | 46    | 0     | 0     | 0        | 7     | 32    | 0        | 2           | .179  | 1382  | 307.1    | 353      | 52          | 133      | 8     | 8        | 214      | 15    | 1        | 228   | 211      | 6.18     | 1.58    |
| CPBL：2年 | CPBL：2年    | 33    | 33    | 1     | 0     | 0        | 16    | 10    | 0        | 0           | .615  | 854   | 198.1    | 208      | 4           | 67       | 0     | 7        | 138      | 11    | 0        | 93    | 80       | 3.63     | 1.39    |

- 2024年度シーズン終了時

### 年度別守備成績
| 年 度 | 球 団 | 投手（P） | 投手（P） | 投手（P） | 投手（P） | 投手（P） | 投手（P） |
| 年 度 | 球 団 | 試 合     | 刺 殺     | 補 殺     | 失 策     | 併 殺     | 守 備 率  |
| ----- | ----- | --------- | --------- | --------- | --------- | --------- | --------- |
| 2017  | CWS   | 18        | 4         | 7         | 0         | 1         | 1.000     |
| 2018  | CWS   | 27        | 9         | 14        | 4         | 2         | .852      |
| 2019  | CWS   | 18        | 6         | 2         | 1         | 0         | .889      |
| 2020  | BOS   | 8         | 0         | 1         | 0         | 0         | 1.000     |
| 2023  | LAD   | 1         | 1         | 0         | 0         | 0         | 1.000     |
| 2023  | PHI   | 28        | 3         | 1         | 0         | 0         | 1.000     |
| '23計 | PHI   | 29        | 4         | 1         | 0         | 0         | 1.000     |
| MLB   | MLB   | 100       | 23        | 25        | 5         | 3         | .906      |

- 2024年度シーズン終了時
- 各年度の太字はリーグ最高

### 背番号
- 68（2017年 - 2019年）
- 46（2020年）
- 33（2021年 - 2022年）
- 29（2023年 - 同年5月17日）
- 54（2023年5月23日 - 2024年）